# تيم توماس
تيم توماس (بالإنجليزية: Tim Thomas)‏ (و. 1974  م) هو لاعب هوكي الجليد، من الولايات المتحدة، ولد في فلينت، شارك في الألعاب الأولمبية الشتوية 2010، يلعب كحارس مرمى ‏.

## التعليم
تعلم في جامعة فيرمونت.

## جوائز
حصل على جوائز منها:
- كأس ستانلي.

## روابط خارجية
- تيم توماس على موقع دوري الهوكي الوطني (الإنجليزية)
- تيم توماس على موقع قاعة مشاهير الهوكي (لاعب أن.إتش.أل) (الإنجليزية)
- تيم توماس على موقع EliteProspects.com (الإنجليزية)
- تيم توماس على موقع Eurohockey.com (الإنجليزية)
- تيم توماس على موقع HockeyDB.com (الإنجليزية)
- تيم توماس على موقع Hockey-Reference.com (الإنجليزية)
- تيم توماس على موقع أوليمبيديا (الإنجليزية)